# Cerodontha coxalis
Cerodontha coxalis är en tvåvingeart som beskrevs av Martinez 1987. Cerodontha coxalis ingår i släktet Cerodontha och familjen minerarflugor.
Artens utbredningsområde är Frankrike. Inga underarter finns listade i Catalogue of Life.